# Culture dans la Seine-Saint-Denis
 (mars 2014).
Le département de la Seine-Saint-Denis est riche d'une vie culturelle importante et d'un patrimoine civil et religieux, souvent inconnu.
Saint-Denis est une ville royale.

## Culture

### Festivals, manifestations et associations
- Plusieurs festivals artistiques et manifestations importants sont organisés chaque année dans le département :
  - Festival de musique de Saint-Denis (musique classique symphonique, de chambre, contemporaine, chorale et chant, musiques du monde) depuis 1970, qui se déroule au mois de juin dans la Basilique et dans la Maison d'éducation de la Légion d'Honneur ;
  - Festival Banlieues Bleues (jazz), né en 1984 sur les fondations du festival "Jazz en Aulnoye" par la volonté de  plusieurs communes ; il dispose depuis 2006 d'un lieu de  répétitions et de concerts fixe, "La Dynamo", à Pantin, première salle de spectacles construite en France pour le jazz et les musiques improvisées ;
- Festival Banlieues du Monde (musiques du monde) ;
- Festival Jazz Musette des Puces de Saint-Ouen;
- Pavillons Jazz Festival;
- Festival Africolor, festival des musiques d'Afrique et de l'Océan indien ;
- Festival MAAD in 93 (créations exclusives et éphémères dans plusieurs salles du département[1]) ;
- Rencontres chorégraphiques internationales de Seine-Saint-Denis dans différents théâtres du département ;
- Les Incandescences, festival des émergences chorégraphiques en Ile-de-France ;
- Les Journées Danse Dense ;
- Fête de l'Humanité organisée par le Parti communiste français au Parc départemental de La Courneuve ;
- Salon du Livre et de la Presse Jeunesse de Montreuil ;
- Meeting International d'Athlétisme de Paris au Stade de France de Saint-Denis ;
- Grande Course du Grand Paris ;
- Rencontres Cinématographiques du réseau des cinémas municipaux et indépendants ;
- Rencontres du Documentaire de ce même réseau ;
- Festival Côté Court de Pantin ;
- Festival du Film Italien "Terra di Cinema" au cinéma Jacques-Tati du Tremblay-en-France ;
- Festival Les Chemins de Traverses à l'Espace Michel-Simon de Noisy-le-Grand ;
- Nouvel An chinois et Carnaval de Noisy-le-Grand;
- Festival littéraire Hors Limites ;
- Festival Terre(s) Hip-Hop à Bobigny et au Blanc-Mesnil ;
- Festival d'Ile-de-France ;
- Mois de la Photo du Grand Paris ;
- Nuit Blanche ;
- Nuit de la Lecture;
- Fête de la Musique ;
- Fête du Cinéma ;
- Nuit Européenne des Musées ;
- Journées Européennes du Patrimoine (JEP) ;
- Journées Européennes des Métiers d'Art (JEMA).

- Le spectacle vivant est aussi présent par les arts du cirque :
  - cirque Zingaro à Aubervilliers, Académie Fratellini à Saint-Denis ;
  - danse, Saint-Denis accueillant la compagnie de Philippe Decouflé et Pantin le Centre national de la danse depuis 2004.

- D'autres lieux de création alternatifs sont installés dans des friches industrielles investies par des collectifs d'artistes[2] :
  - le 6B à Saint-Denis : installé dans un ancien immeuble de bureaux sur les quais du canal Saint-Denis sur 3 000 m2, il regroupe 80 ateliers d'artistes (architectes, musiciens, cinéastes, graphistes, artisans, street artist) et organise de nombreux événements artistiques et festifs
  - La Villa Mais d'Ici à Aubervilliers, pôle de création pluridisciplinaire à la fois artistique et technique autour des arts visuels et vivants.
  - La Briche à Saint-Denis : ateliers d'artistes accueillant une soixantaine de créateurs et artisans – sculpteurs, designers, musiciens, costumiers, sérigraphes
  - La Lutherie urbaine à Bagnolet : installé dans un ancien entrepôt réhabilité, ce lieu hors norme dédié à la création musicale et à la recherche instrumentale est réalisé essentiellement à partir de matériaux recyclés et d’objets du quotidien
  - La Nef - Manufacture d'utopies à pantin : implantée depuis 2007 dans une ancienne briqueterie, le lieu est consacré aux arts de la marionnette contemporaine.
  - La Maison d'Art Pluralium, réunissant quinze artistes qui ont entièrement transformé un pavillon et son jardin dans la zone résidentielle du Blanc-Mesnil.

Le département, bien que proche de Paris, est riche d'une vie culturelle et associative significative. Associations artistiques, culturelles, cultuelles, para-municipales, collectifs citoyens mais aussi réseaux de solidarités du secteur de l'économie sociale, le département compte quatre systèmes d'échanges locaux, un grand nombre d'associations et de maisons pour tous de quartier... Les liens ci-dessous offrent quelques exemples.
- Génération Nouvelles Technologies Multimédia

Génération Nouvelles Technologies Multimédia milite pour la liberté d'expression écrite, vidéo, sonore et lutte contre l'exclusion numérique. L'association permet aux habitants de s'initier aux outils informatiques et multimédias par le biais d'ateliers, de formations et à l'accès au web.
- D'autres  centres associatifs de démocratisation de l'informatique et de l'Internet  enrichissent le dynamisme numérique du département.

- Plaine Page

Plaine Page a été mis en œuvre par les habitants du quartier et avec le soutien de l'association « Les conteurs de la plaine » et l'association GNTM.

### Arts visuels
Le territoire séquano-dyonisien est également riche de structures de diffusion spécialisées dans les arts visuels contemporains, notamment des centres d'art contemporain :
- Mains d'œuvres, lieu de création (résidences d'artistes, workshops) et de diffusion (concerts, spectacles, ateliers et rencontres) implanté depuis 2001 dans l’ancien centre social et sportif des usines Valéo à Saint-Ouen, près du marché aux puces.
- La Galerie, centre d'art contemporain de Noisy-le-Sec, inauguré en 1999, et labélisé « centre d'art contemporain d'intérêt national » en 2021.
- Les Laboratoires, lieu d'expérimentation artistique et citoyenne à Aubervilliers.
- Espace Khiasma, un centre d’art contemporain dédié à l’image et au récit installé au Lilas en 2004 dans une imprimerie désaffectée, fermé en octobre 2018.
- Synesthésie, à Saint-Denis, Synesthésie est un lieu de rencontres et de résidences d'artistes contemporains en rapport avec le numérique.
- Le Centre d'art Mira Phalaina, installé dans La Maison populaire de Montreuil.
- Komunuma, ancien site industriel de Romainville qui accueille la Fondation Fiminco, des galeries d'art et les réserves du Fonds régional d'art contemporain Île-de-France.

### Bibliothèques et médiathèques

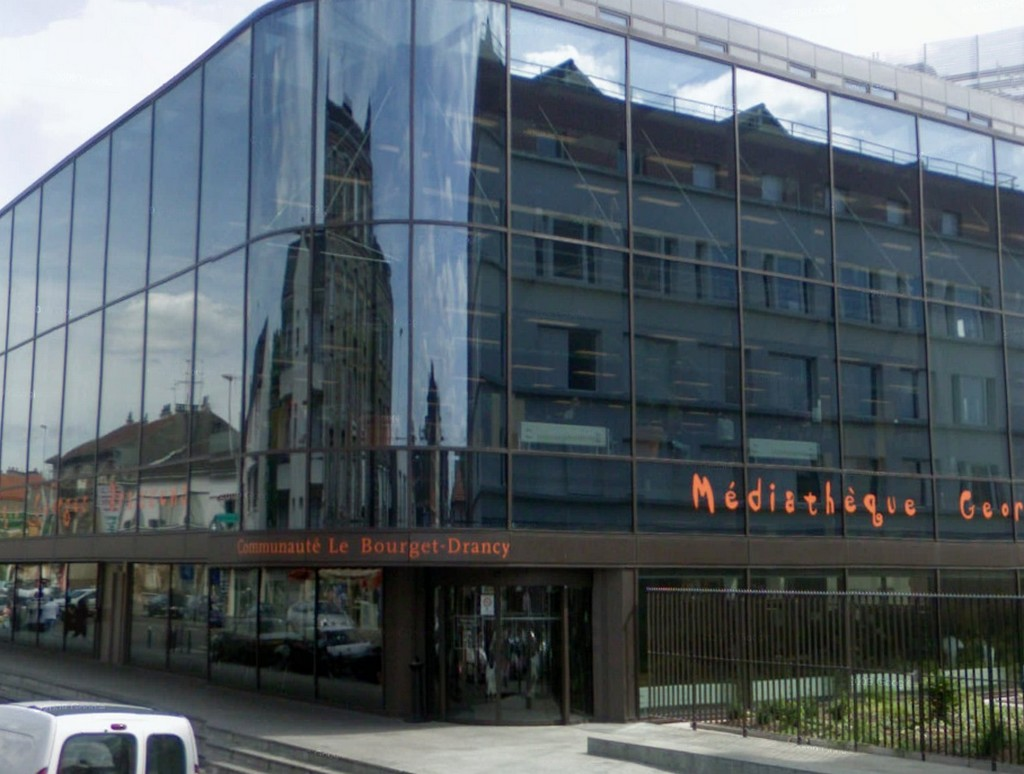
La médiathèque de la Communauté de communes de l'aéroport du Bourget, nommée Georges Brassens et située à Drancy

- Réseau de bibliothèques de la Plaine Commune : La Communauté gère depuis le 1er janvier 2005 les 22 bibliothèques et 3 bibliobus qu'avaient créées les villes et prévoit la construction de médiathèques, par exemple dans le quartier Franc-Moisin/Bel-Air de Saint-Denis[3].
- Réseau de médiathèques de la Communauté de communes de l'aéroport du Bourget[4] : La communauté dispose d'une grande médiathèque centrale et de 6 médiathèques de proximité.
- Les très nombreuses bibliothèques et médiathèques municipales, dans chaque ville.

### Opéras, théâtres et cinémas

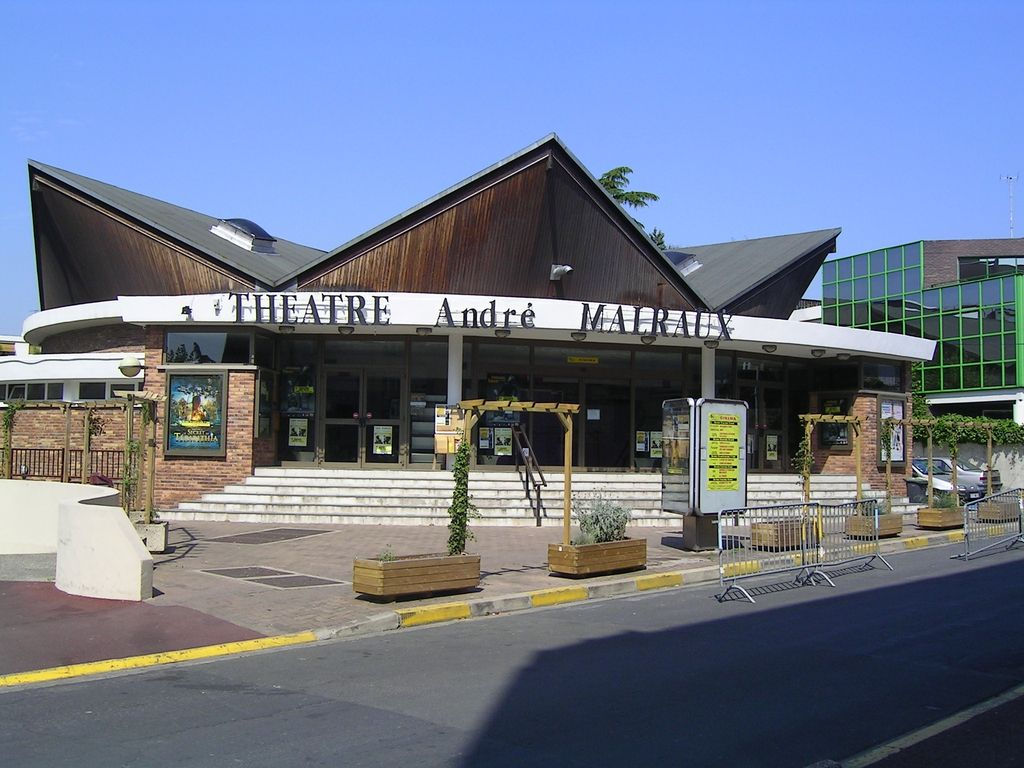
Le Théâtre André Malraux à Gagny.

La Seine-Saint-Denis dispose d'un important réseau de salles de spectacles accueillant notamment des représentations théâtrales. Elle est aussi, plus particulièrement, un département où existent plusieurs lieux de création reconnus. On retiendra :

- le Théâtre Gérard-Philipe à Saint-Denis, créé en 1960, centre dramatique national depuis 1983, dirigé depuis 2020 par Julie Deliquet. Le bâtiment abrita le Centre lyrique populaire de France de 1966 à 1976, qui eut notamment Daniel Mesguich (1986-1989) et Stanislas Nordey (1997-2001) parmi ses directeurs ;
- le Théâtre de la Commune à Aubervilliers, créé en 1960 avec le soutien de Jack Ralite, centre dramatique national depuis 1971, qui fut dirigé par Alfredo Arias de 1985 à 1990 et dont l'actuel directrice est Marie-José Malis ;
- la Maison de la Culture de Seine-Saint-Denis à Bobigny, créée en 1972 dans le cadre des grands projets décentralisés de Maisons de la culture (l'unité "enfance", située à Aulnay-sous-Bois, n'en fait plus partie et constitue l'actuel "Espace Jacques Prévert" de cette commune), et ouverte dans les bâtiments actuels en 1980, scène nationale gérée par le Ministère de la Culture ; elle actuellement dirigée par Hortense Archambault ;
- le Théâtre Public de Montreuil[5], dont le bâtiment actuel a ouvert en 2007, centre dramatique national depuis 2000, est dirigé depuis 2022 par la metteuse en scène Pauline Bayle[6]. Il a succédé à l'ancien Théâtre des Jeunes Spectateurs, qui fut centre dramatique national pour l'enfance et la jeunesse de 1989 à 2000 ;
- la compagnie Les Acharnes/Mohamed Rouabhi, compagnie indépendante de théâtre installée à Drancy depuis 1991 et dirigée par Mohamed Rouabhi, acteur, auteur, metteur en scène et personnalité de la Seine-Saint-Denis engagée tant dans le choix de ses thèmes (la Palestine, le 17 octobre 1961, le combat des Noirs Américains dans les années 1960) que dans ses prises de positions personnelles (conflit des intermittents, défense des travailleurs étrangers, des sans-papiers). Avec à son actif une quinzaine de créations théâtrales dans le département, en France et à l'étranger (Brésil, Palestine, Italie, Sénégal, Nouvelle-Calédonie...), la compagnie développe parallèlement des ateliers d'écriture en direction de populations en grande difficulté, en milieu carcéral, etc.;
- le Centre national de la danse à Pantin depuis 2004, lieu de formation qui met aussi plusieurs salles à disposition de compagnies pour leurs créations.Les studios et laboratoires Éclair à Épinay-sur-Seine au début du XXe siècle

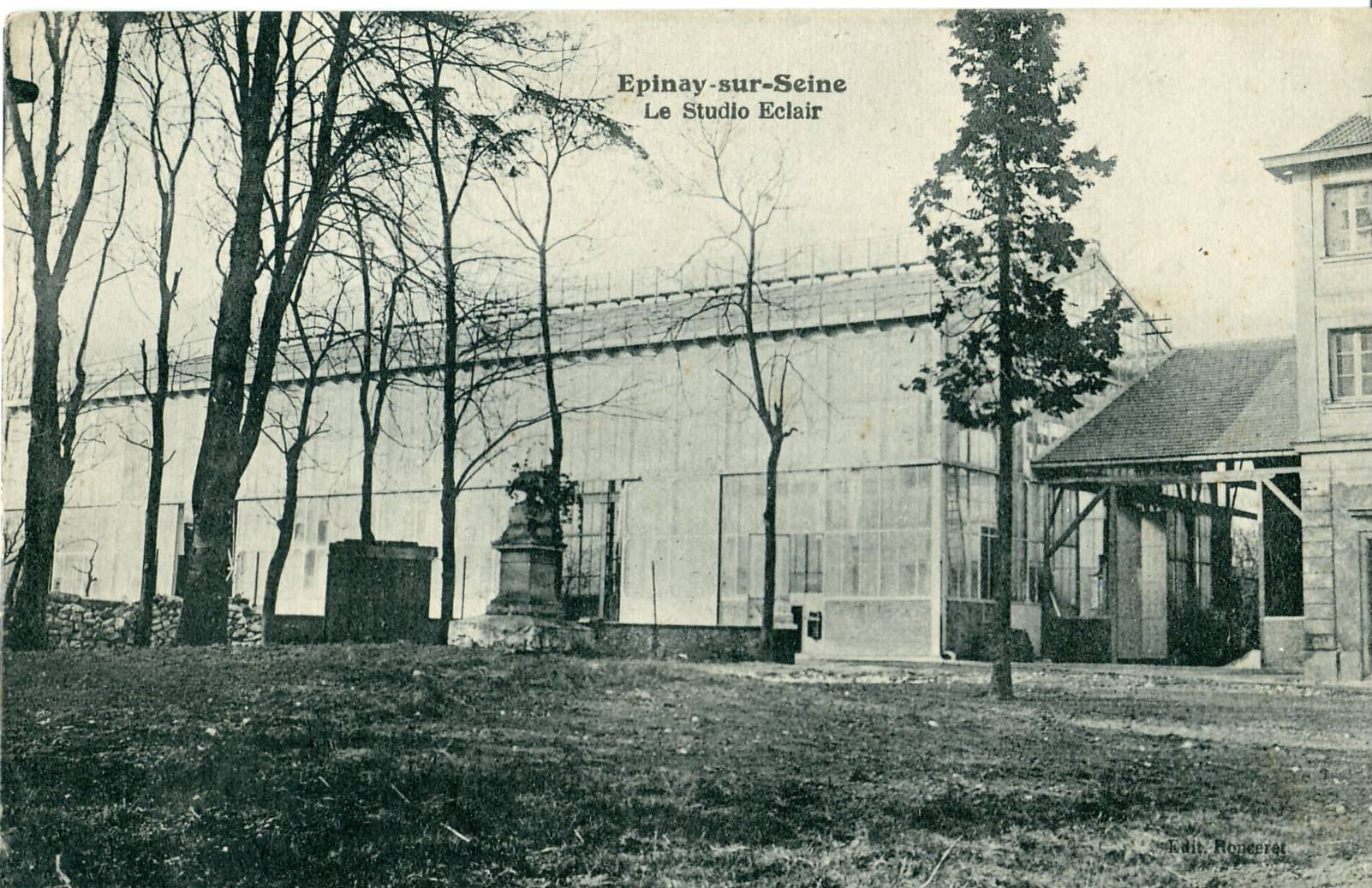
Les studios et laboratoires Éclair à Épinay-sur-Seine au début du XX

Toutes les communes possèdent un ou plusieurs centres culturels municipaux, de faible à grande capacité, pouvant combiner tous les arts et représentations..
Depuis septembre 2007, la Maîtrise de Radio France a ouvert un second site à l'École Olympe de  Gouges fr Bondy. Le très haut niveau musical de cette chorale permet aux jeunes enfants de pouvoir acquérir une formation musicale complète.
Le département comporte également un réseau de salles municipales  de cinéma d'art et d'essai qui, à leur création, ont pallié la quasi-disparition des salles commerciales banales.
 Plusieurs multiplexes se sont installés en Seine-Saint-Denis, notamment à Aulnay-sous-Bois, Épinay-sur-Seine, Noisy-le-Grand, Rosny-sous-Bois , Saint-Denis et  Tremblay-en-France.
La moitié des studios de cinéma français est implantée dans le département, souvent de longue date. Il s'agit des Studios d'Aubervilliers, de Transpaset à Saint-Ouen, de BUF Compagnie et d'Avalanche production à Pantin, des Studios SETS à Stains, des studios et laboratoires Éclair à Épinay-sur-Seine, des studios Pathé-Albatros à Montreuil-sous-Bois et la Cité du cinéma de Luc Besson à Saint-Denis. S'y ajoutent des activités de doublage et d'animation, avec Média Dub et Attitude Studio à Aubervilliers, Titra film et Auditorium Jackson à Saint-Ouen, Dubbing Brothers à Saint-Denis (Seine-Saint-Denis)
.De nombreux films de court et de long métrage et des téléfilms ont été tournés dans le département.

### Musique
La Seine-Saint-Denis est depuis les années 1980 un lieu important du rap français. Des artistes tels que Suprême NTM, Sefyu ou Tandem en sont notamment originaires.
Des concerts de musique et de chant ont lieu dans les centres culturels et les conservatoires municipaux, ainsi que dans certaines églises, temples et synagogues. En particulier, à la cathédrale-basilique de Saint-Denis, où Pierre Pincemaille a organisé de nombreux concerts et où le festival de musique de Saint-Denis se déroule chaque année.

## Tourisme et patrimoine

### Musées

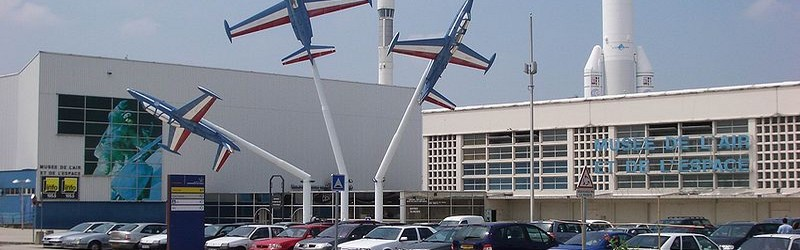
Le Musée de l'Air et de l'Espace au Bourget

Le patrimoine muséal et monumental du département est loin d'être négligeable et particulièrement varié:
- Le Bourget : Musée de l'Air et de l'Espace.
- Aulnay-sous-Bois: Conservatoire Citroën.
- Drancy : Le conservatoire historique du camp de Drancy, avec le monument de Shelomo Selinger et le wagon-Témoin commémoratif, dans le quartier de la Muette, derrière le monument de Shelomo Selinger, qui sont symboliques de l'occupation nazie.
- La Courneuve: Ecomusée des cultures légumières.
- Gournay-sur-Marne: Musée associatif Eugène-Carrière.
- Les Lilas : Musée privé des Vampires et Monstres de l'Imaginaire.
- Livry-Gargan: Musée d'Histoire locale et Musée Sévigné dans le château de la Forêt.
- Livry-Gargan/Vaujours/Sevran/Villepinte : Le parc de la poudrerie, avec son musée et son parc historique, ancien lieu de la première poudrerie en Europe.
- Montfermeil : Moulin du Sempin, Musée du Travail Charles Peyre.
- Montreuil : Musée de l'Histoire vivante, Musée Horticole.
- Neuilly-sur-Marne: Musée de la SERHEP à Ville-Evrard.
- Noisy-le-Grand: Musée associatif d'Histoire locale et du Patrimoine.
- Pantin : Musée de l'Automobile.
- Rosny-sous-Bois, Rosny-Rail: Musée Régional du Chemin de Fer de Rosny-sous-Bois, Musée municipal d'Histoire.
- Saint-Denis : Musée d'Art et d'Histoire (Saint-Denis), Musée de l'orfèvrerie Bouilhet-Christofle (actuellement fermé), Maison d'éducation de la Légion d'honneur, Cité du Cinéma, Stade de France, le plus grand stade français (80 000 places).
- Saint-Ouen-sur-Seine : musée dans le château de Saint-Ouen.

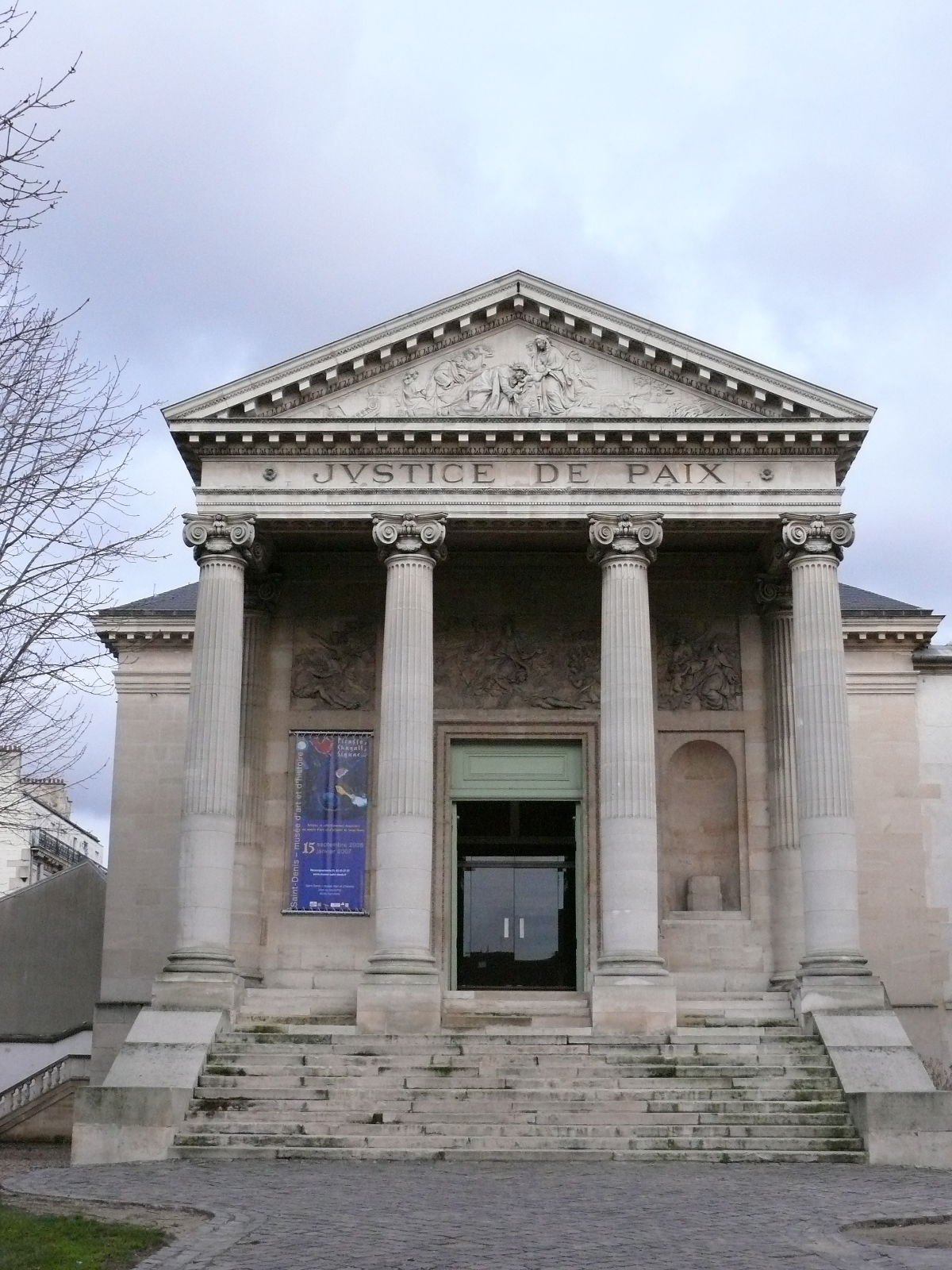
Chapelle du Carmel, au Musée d'Art et d'Histoire (Saint-Denis) à Saint-Denis (Seine-Saint-Denis).
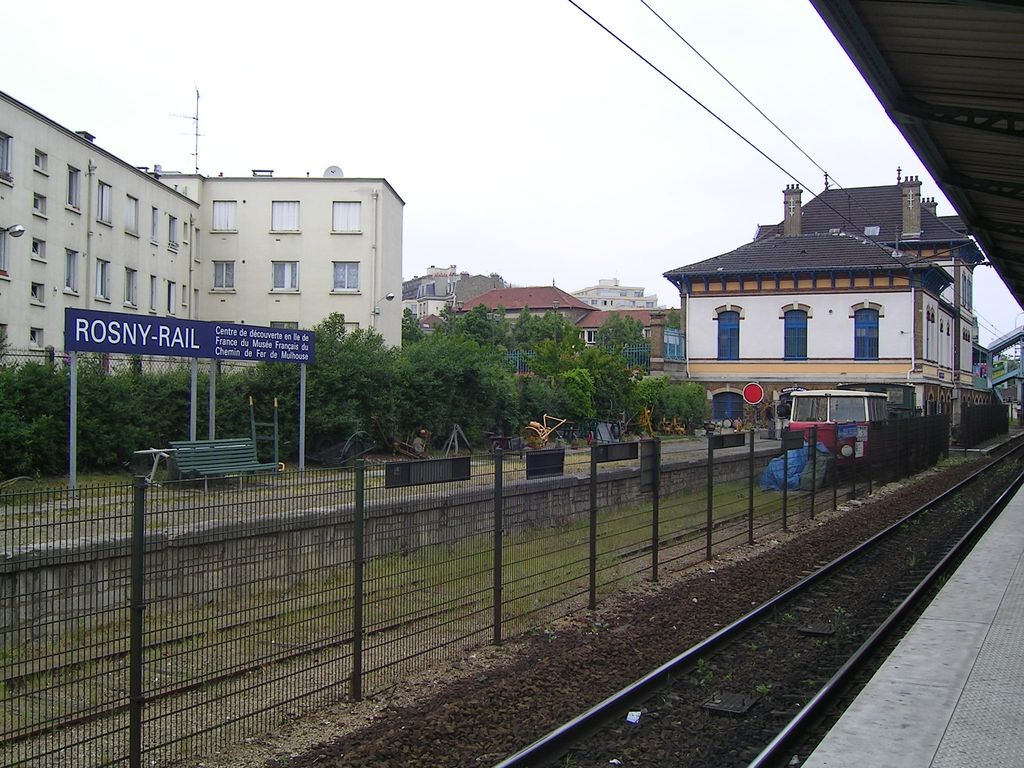
Le Rosny-Rail à Rosny-sous-Bois.
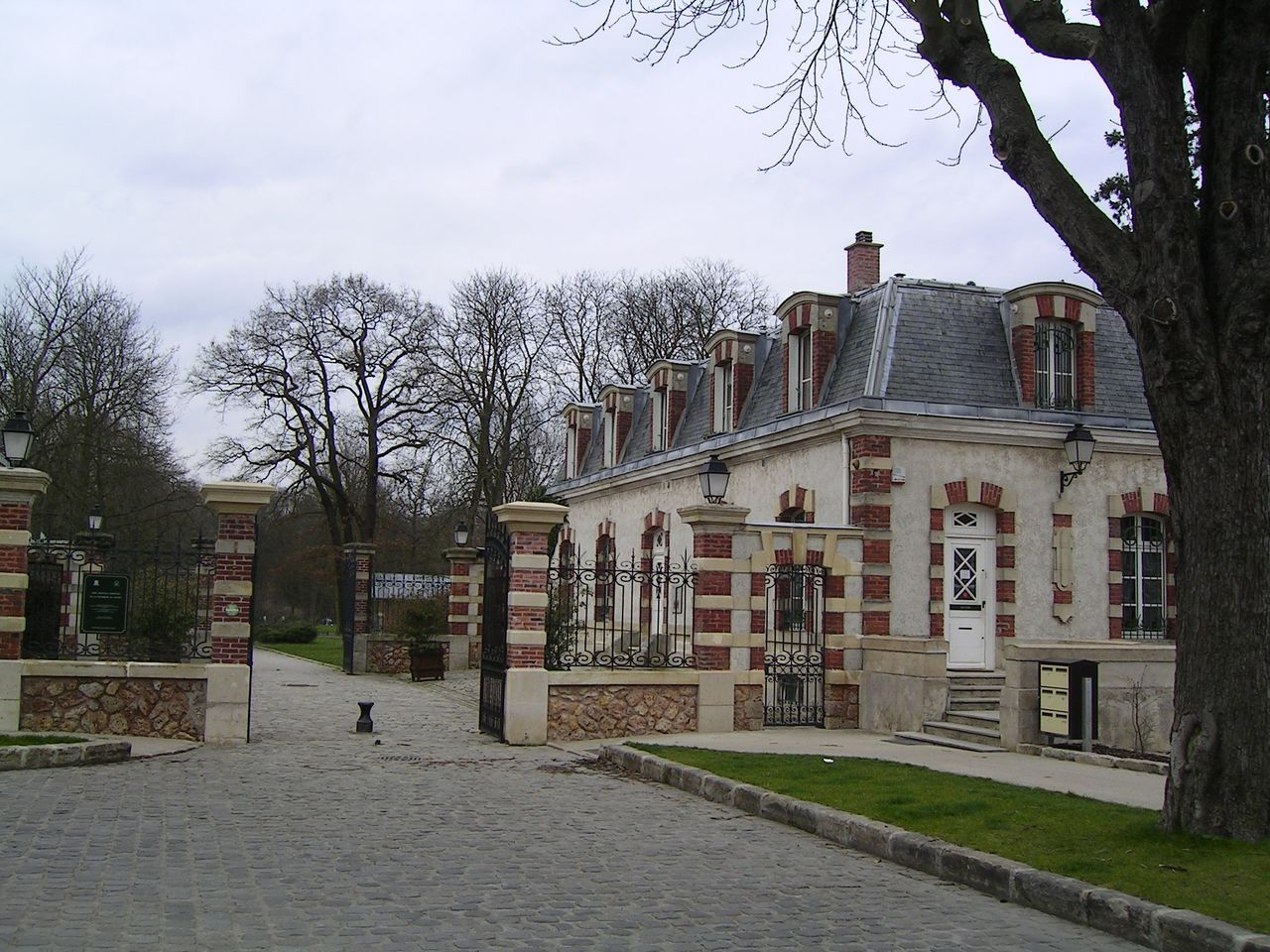
La Conciergerie du Parc de la poudrerie à Livry Gargan et Sevran.
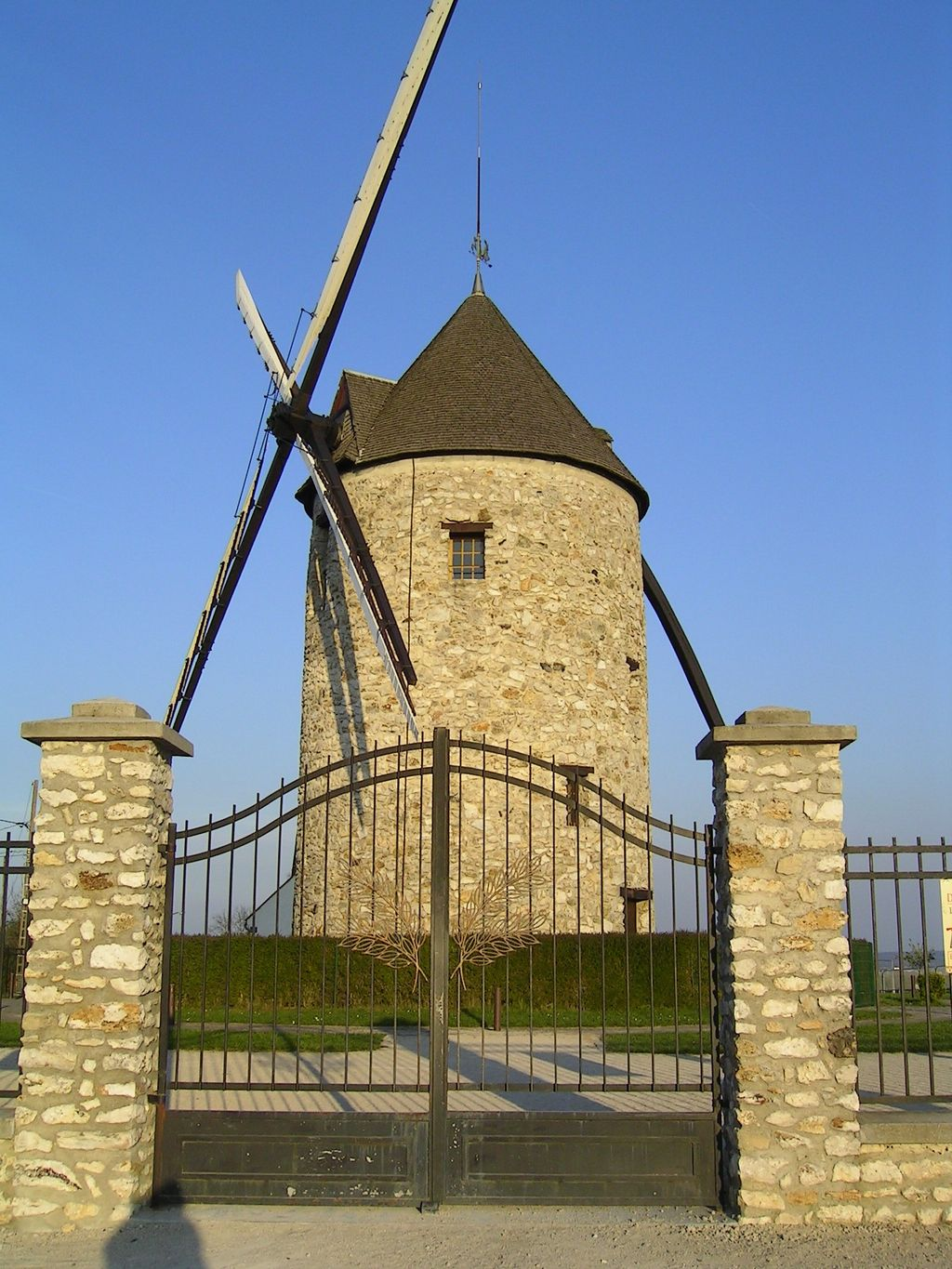
Moulin du Sempim de Montfermeil.

### Culte et édifices religieux
- Le cardinal Verdier décide au début des années 1930 de lancer ses grands chantiers de construction d’édifices religieux dans la « banlieue rouge », certains d’entre eux sont construits dans l’actuelle Seine-Saint-Denis[7].
  - Église Sainte-Louise-de-Marillac à Drancy.
  - Église Saint-Jean-l’Evangéliste à Drancy.
  - Église Saint-Louis-du-Progrès à Drancy.
  - Église du Sacré-Cœur au Blanc-Mesnil.Église Sainte-Louise-de-Marillac à Drancy, un chantier du Cardinal Verdier

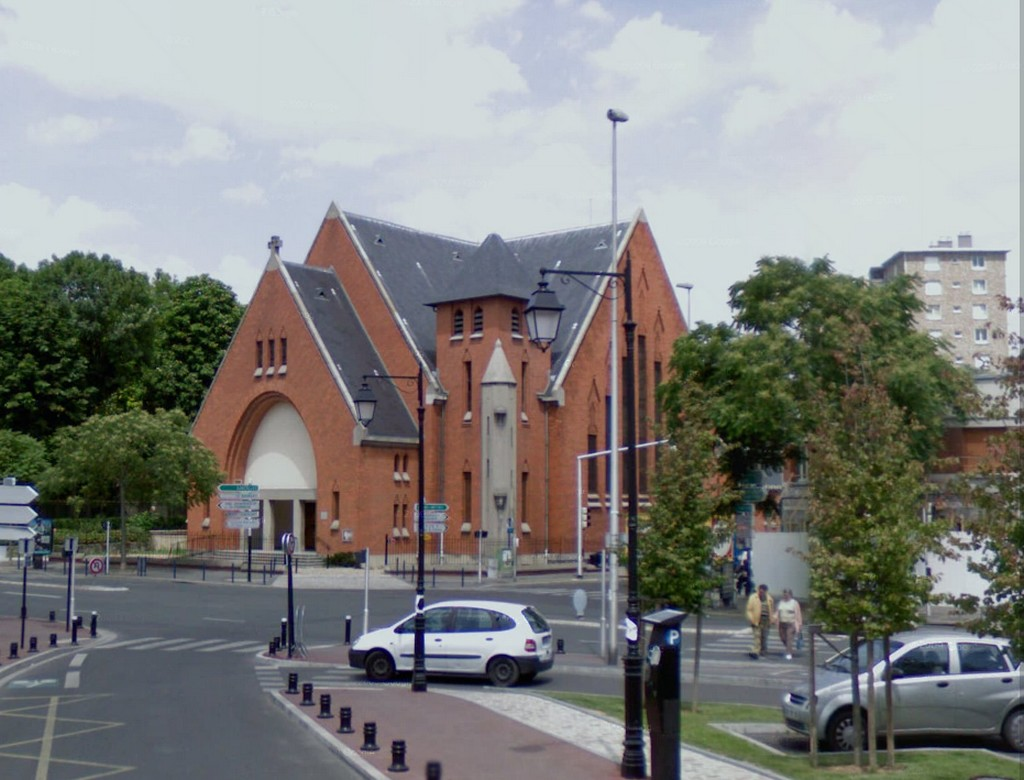
Église Sainte-Louise-de-Marillac à Drancy, un chantier du Cardinal Verdier

  - Église Saint-Charles au Blanc-Mesnil.
  - Église Saint-Yves-des-Quatre-Routes à la Courneuve.
  - Église Saint-Lucien à la Courneuve.
  - Église Notre-Dame de l'Assomption à Neuilly-Plaisance.
  - Église Notre-Dame-des-Missions du Cygne d’Enghien à Épinay-sur-Seine.

- Aubervilliers

Église Notre-Dame-des-Vertus d'Aubervilliers, façade de style  baroque de type jésuite, XVIIe siècle.
- Le Raincy

Église Notre-Dame du Raincy, style moderne, première église de France construite en béton armé, par les frères Gustave et Auguste Perret.
- Romainville

Église Saint-Germain-l’Auxerrois, style néo-classique.
- Saint-Denis
  - Basilique de Saint-Denis, chef-d'œuvre de style gothique, XIIIe siècle, nécropole des rois de France, cathédrale depuis 1966.
  - Église Saint-Denis-de-l'Estrée, style néo-gothique, œuvre de Viollet-le-Duc.

Et bien d'autres encore (  Saint-Sulpice à Aulnay-sous-Bois, Saint-Leu-et-Saint-Gilles à Bagnolet, Saint-Nicolas au Bourget, Saint-Louis au Raincy, Saint-Pierre-et-Saint-Paul à Montreuil-sous-Bois, Saint-Baudile à Neuilly-sur-Marne, Saint-Sulpice et Notre-Dame à Noisy-le-Grand, Saint-Germain-L'auxerrois à Pantin, Saint-Ouen-le-Vieux à Saint-Ouen, Notre-Dame-de-l'Assomption à Stains, Saint-Médard au Tremblay-en-France, Saint-Louis à Villemomble...)
En plus des églises catholiques présentes dans chaque commune, des temples protestants dans presque chaque commune, et quelques temples bouddhistes, la Seine-Saint-Denis accueille plusieurs synagogues presque dans chaque commune, à Aulnay-sous-Bois, Drancy, Montreuil-sous-Bois, Saint-Denis, au Raincy, Noisy-le-Grand, etc., et plusieurs mosquées ou salles de prière dans presque chaque commune, à Aulnay-sous-Bois, Bondy, Drancy, Gagny, Montreuil, La Courneuve, Noisy-le-Grand, Clichy-sous-Bois, Sevran, Pantin, Saint-Denis,, etc.

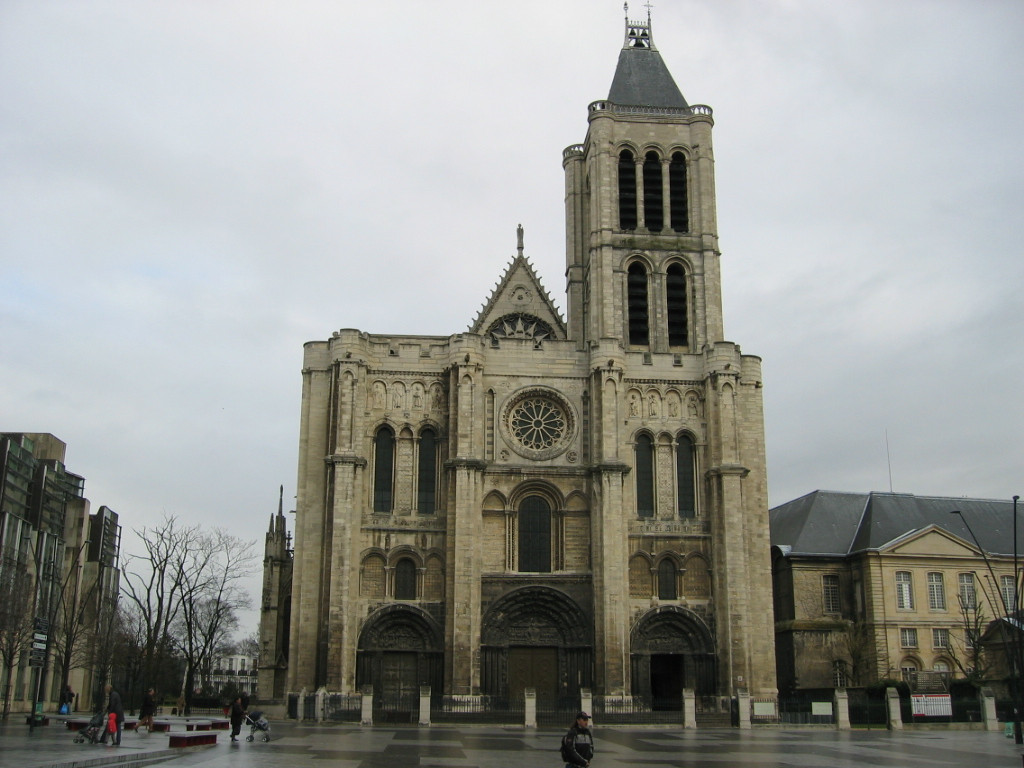
Vue générale de la basilique Saint-Denis à Saint-Denis
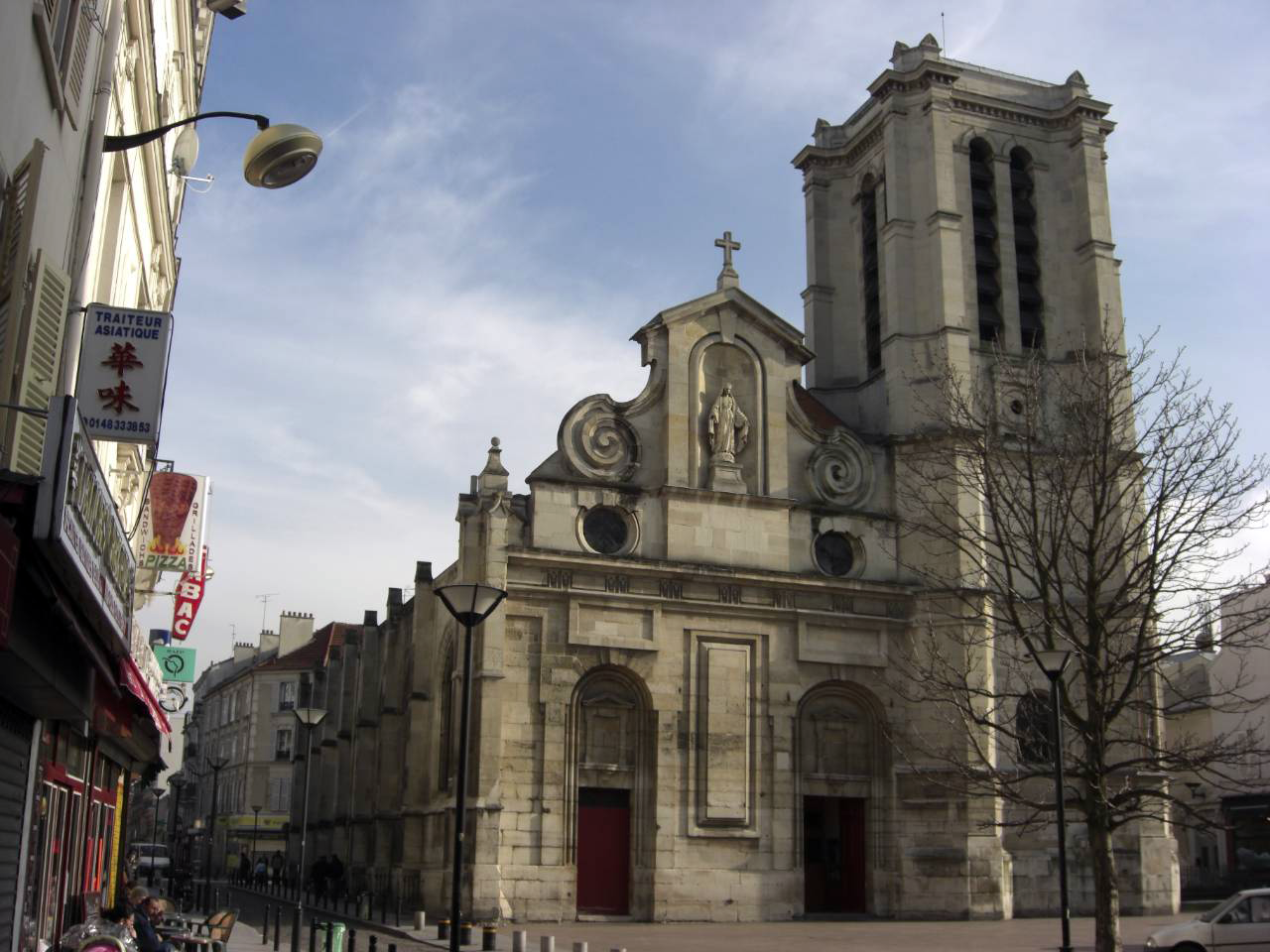
Église Notre-Dame-des-Vertus d'Aubervilliers
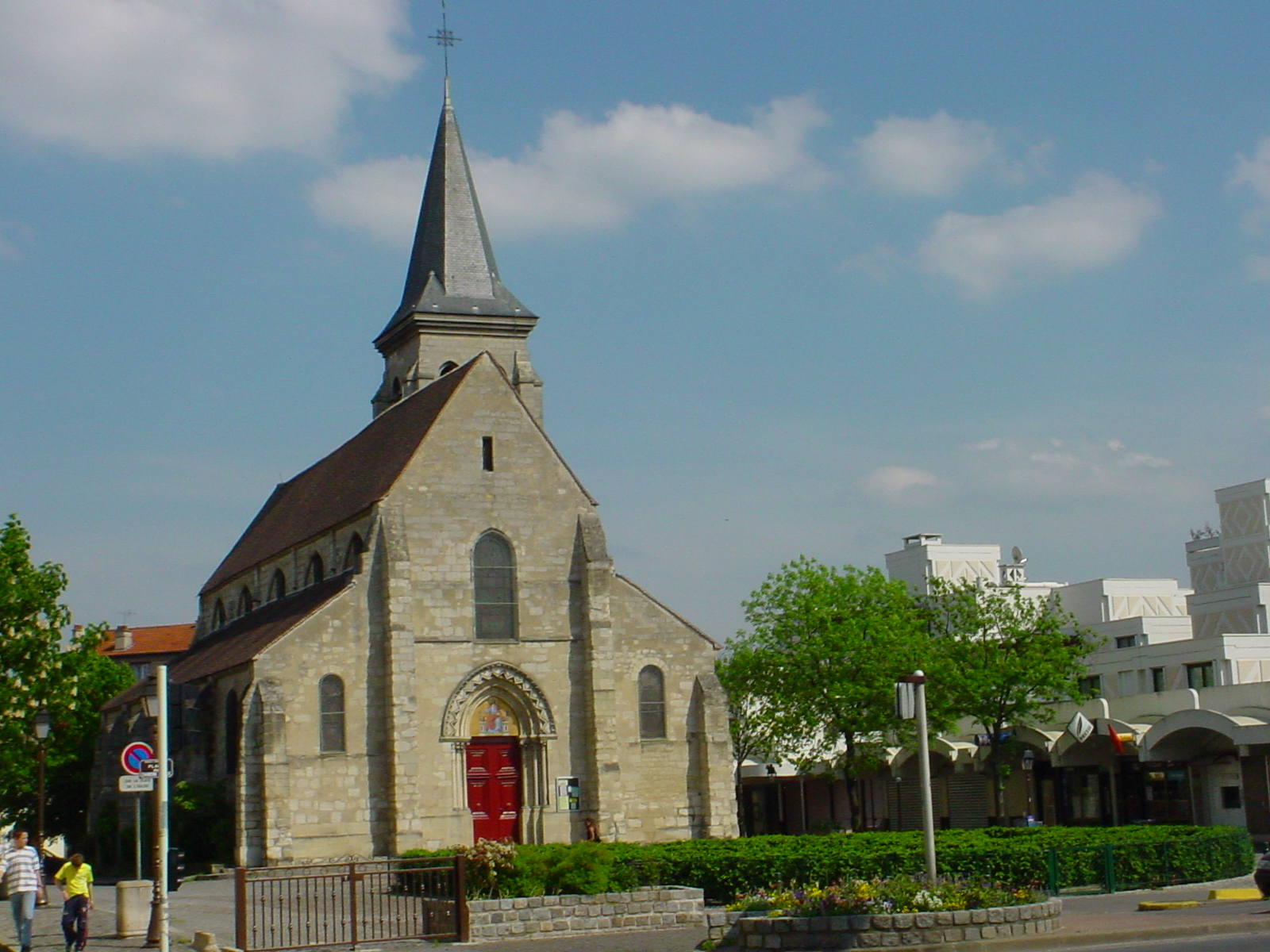
L'Église Sainte-Baudile à Neuilly-sur-Marne
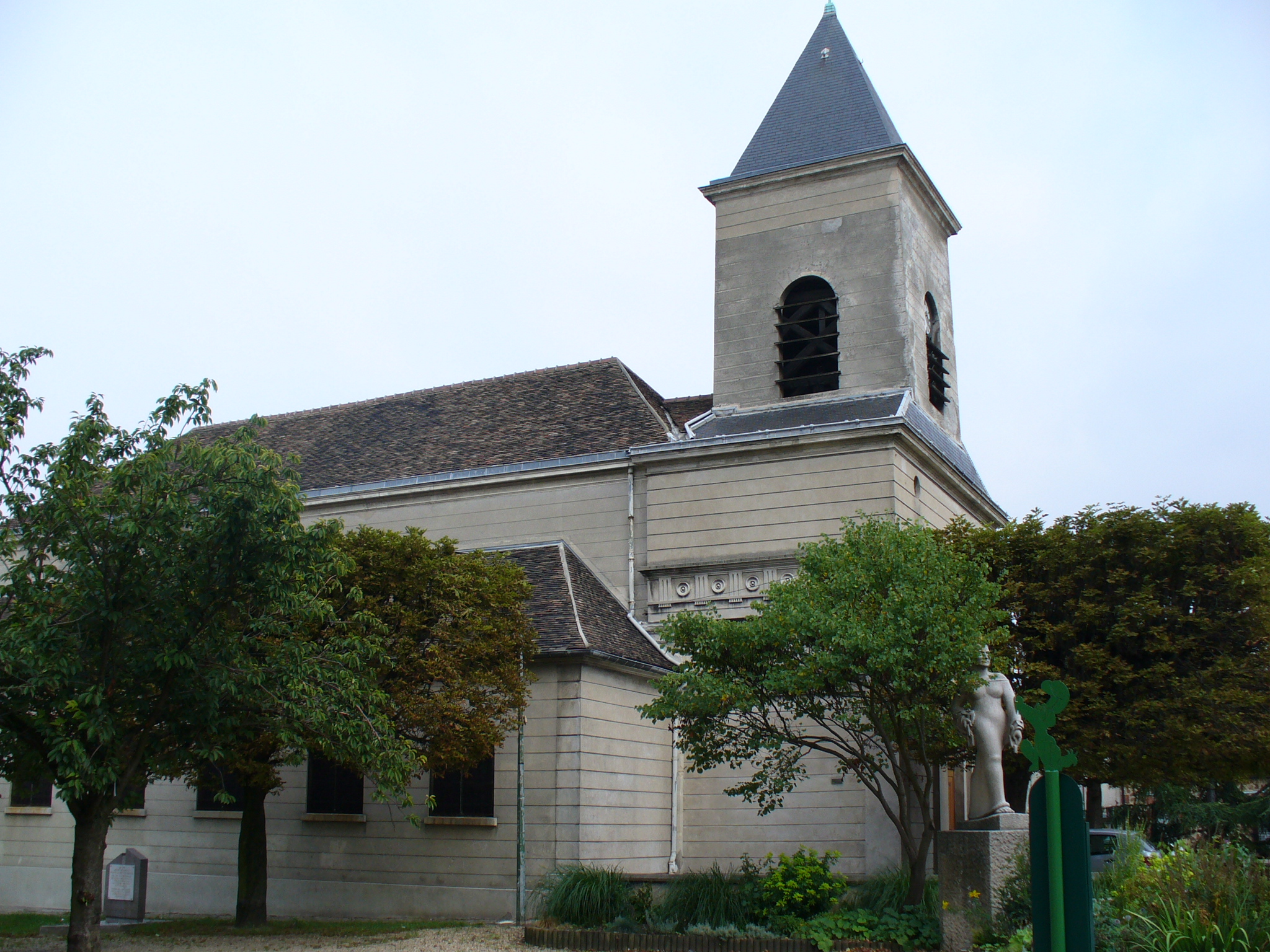
L'Église Saint-Germain l'Auxerrois à Romainville

### Châteaux
- Bagnolet : Maison dite du Cardinal Perron. Cette maison est l’une des plus anciennes de Bagnolet. Selon la tradition, elle aurait eu pour premier propriétaire le célèbre Cardinal Du Perron (1556-1618).
- Clichy-sous-Bois : Le Château du Vicomte de Puységur, a été édifié au XVIe siècle par le vicomte de Puységur, les murs de l’ancien château de Clichy-sous-Bois ont vu passer Gabrielle d’Estrées et Madame de Sévigné. En 1930, la municipalité devient propriétaire du château, et est depuis, l’Hôtel de Ville de la commune. Il a été classé monument historique en 1972. Le Château rouge de Villepinte, aujourd'hui établissement hospitalier.

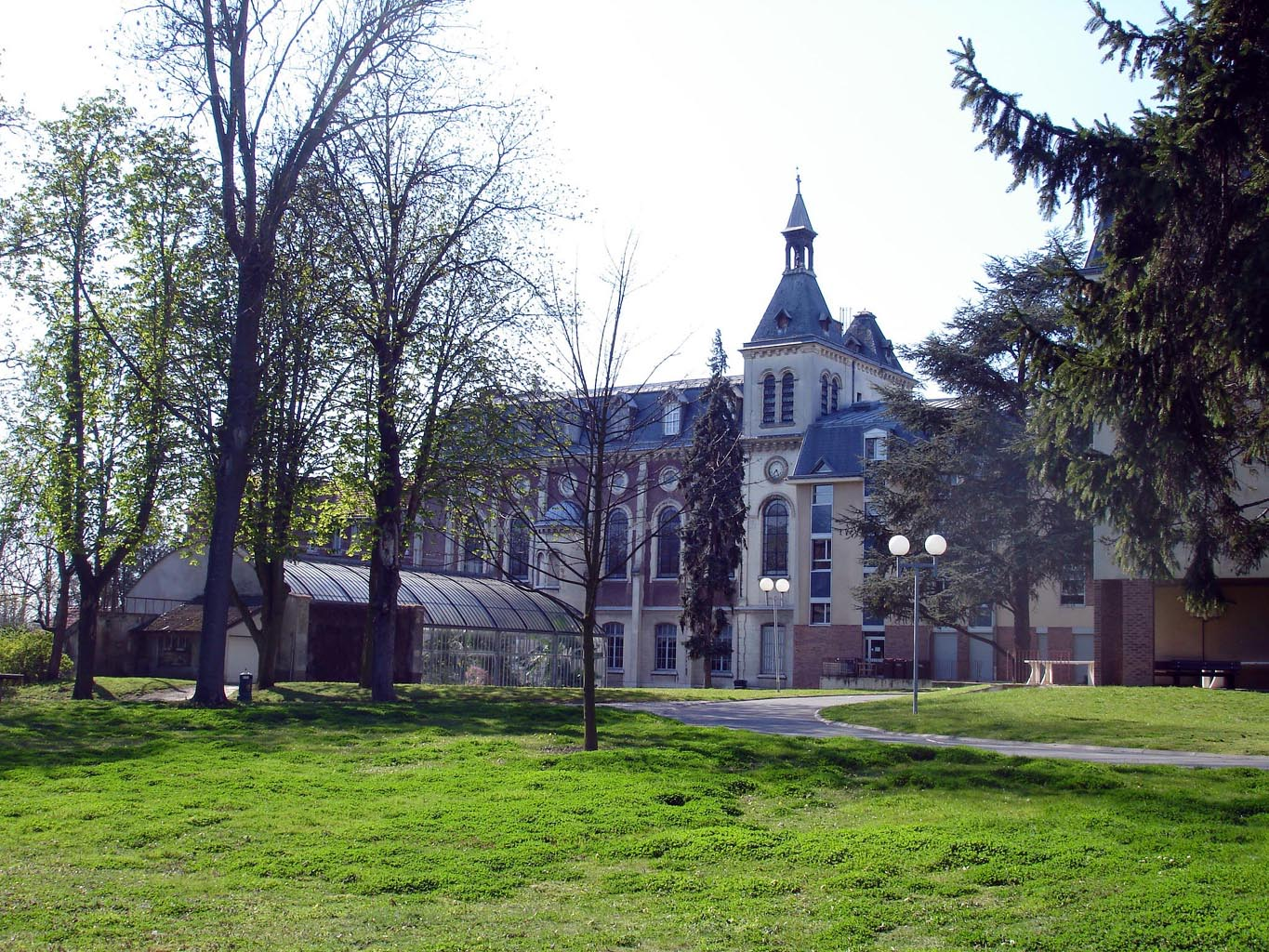
Le Château rouge de Villepinte, aujourd'hui établissement hospitalier.

- Drancy : Le Château de Ladoucette[8] fut détruit lors de la guerre de 1870 et reconstruit ensuite par la baronne. Il sera centre de convalescence durant la Première Guerre mondiale pour les militaires blessés au Front. Le nouvel édifice sera lui-même victime de destructions durant les deux guerres mondiales.
- Gournay-sur-Marne : Le château, construit en 1680 par le seigneur Ancelin, frère de lait de Louis XIV, est de style classique, avec façade de pierres blanches et de briques rouges. Il accueille la mairie depuis 1925.
- Montfermeil : Le château des Cèdres. Denis Néret, procureur à la Chambre de Paris qui fait construire ce château vers 1640.
- Romainville: Le château de Romainville, ses premiers seigneurs apparaissent au XIIIe siècle. En fait, la seigneurie ne se constitue véritablement qu’avec l’arrivée de Nicolas Le Quelen. En 1630, celui-ci fait construire derrière l’église, au cœur du village, un château entouré d’un grand parc.
- Saint-Ouen :  Depuis le Moyen Âge, l'ancienne villa Clippiacum de Saint-Ouen est une résidence royale. Au XIIIe siècle, Guillaume de Crépy y fait construire un manoir qu’il cède ensuite à Philippe de Valois. Dans le château construit au XVIIe siècle par l'architecte Antoine Le Pautre, Louis XVIII signe le 2 mai 1814 la Déclaration qui restaure le trône et institue certaines libertés constitutionnelles. Il fait bâtir à son emplacement le château actuel en 1821.
- Tremblay-en-France : Le Château bleu ou château des Tournelles est une ancienne propriété des abbés de Saint-Denis. Vendu par le cardinal de Retz, dernier abbé de Saint-Denis, à la fin du XIVe siècle, il devient la demeure des seigneurs du fief des Tournelles jusqu’à la Révolution française de 1789.
- Villemomble : Château seigneurial de Villemomble devenu l’hôtel de ville, puis utilisé à des fins culturelles, l’ancien château du fief des Bretonvilliers abrita les amours du duc Louis Philippe d'Orléans et de sa maîtresse Étiennette Le Marquis, une danseuse de l’Opéra devenue Madame de Villemomble.
- Villepinte : La famille Bignon fait construire le Château rouge au début du XVIIe siècle. À l’origine, il est composé de trois corps de bâtiments dont il ne reste aujourd’hui que la partie centrale amputée de ses deux tourelles d’angle. L’enduit de sa façade constitué d’un mélange de pierre de taille et de fausse brique, caractéristique du style Louis XIII, lui vaut son surnom de Château rouge[9].

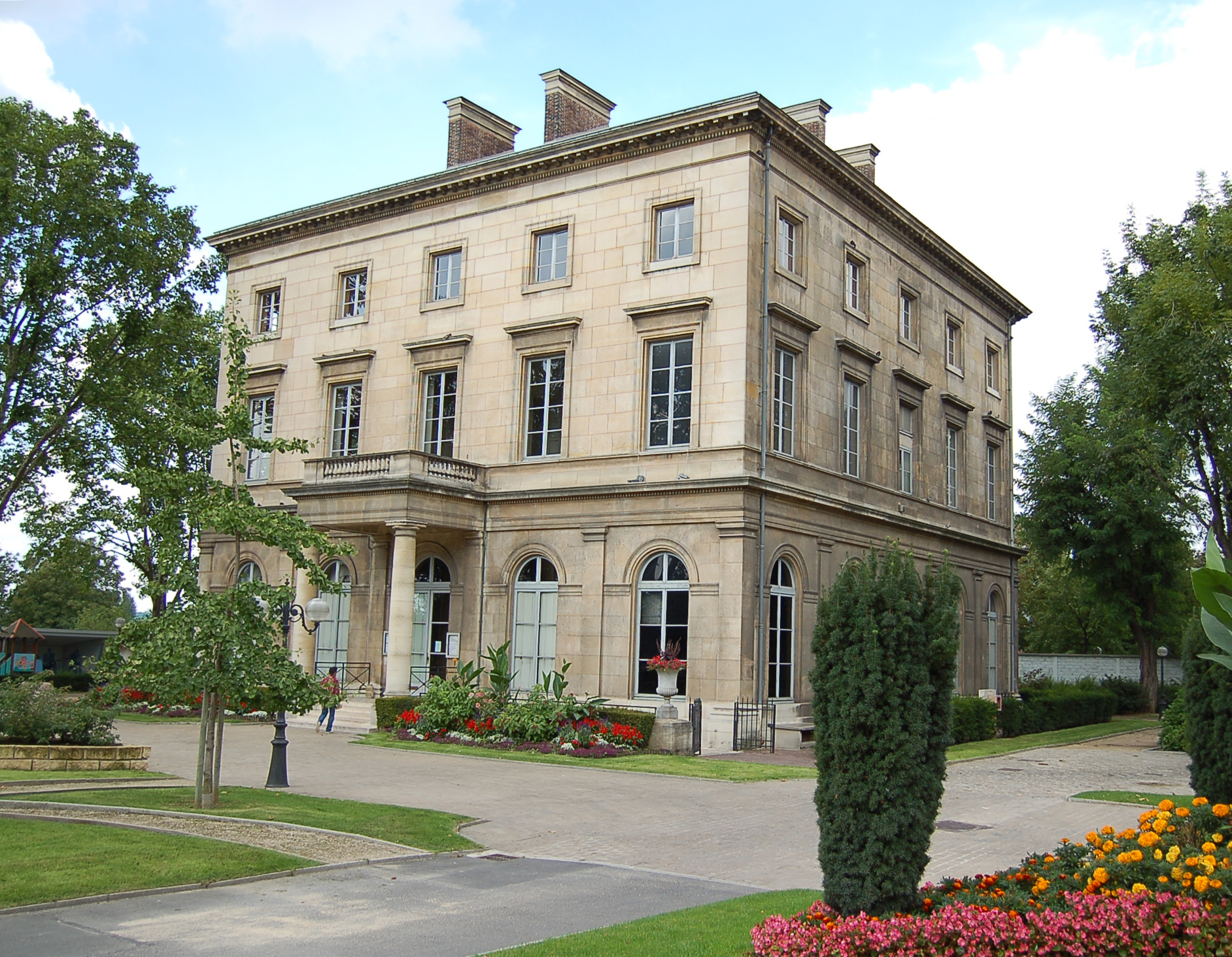
Le Château de Saint-Ouen.
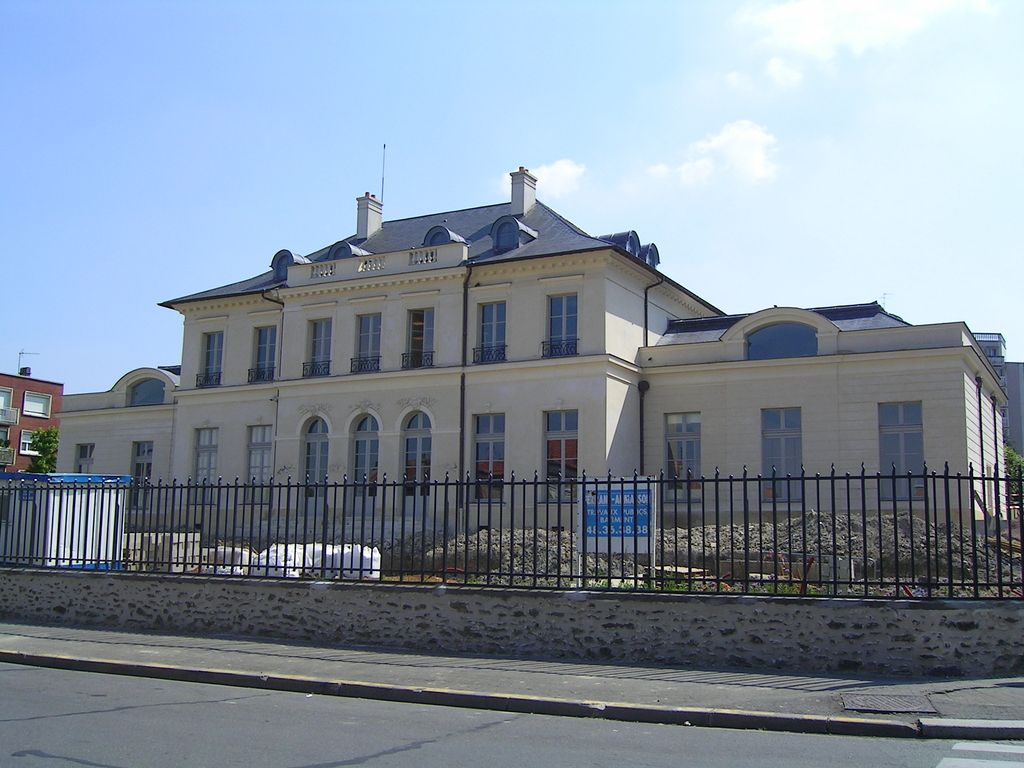
Château seigneurial de Villemomble.
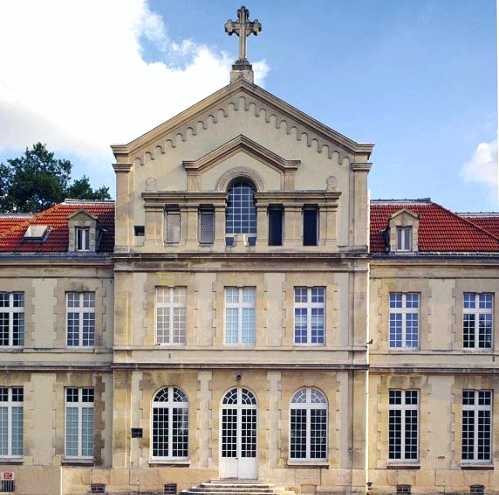
Château de Ladoucette à Drancy.
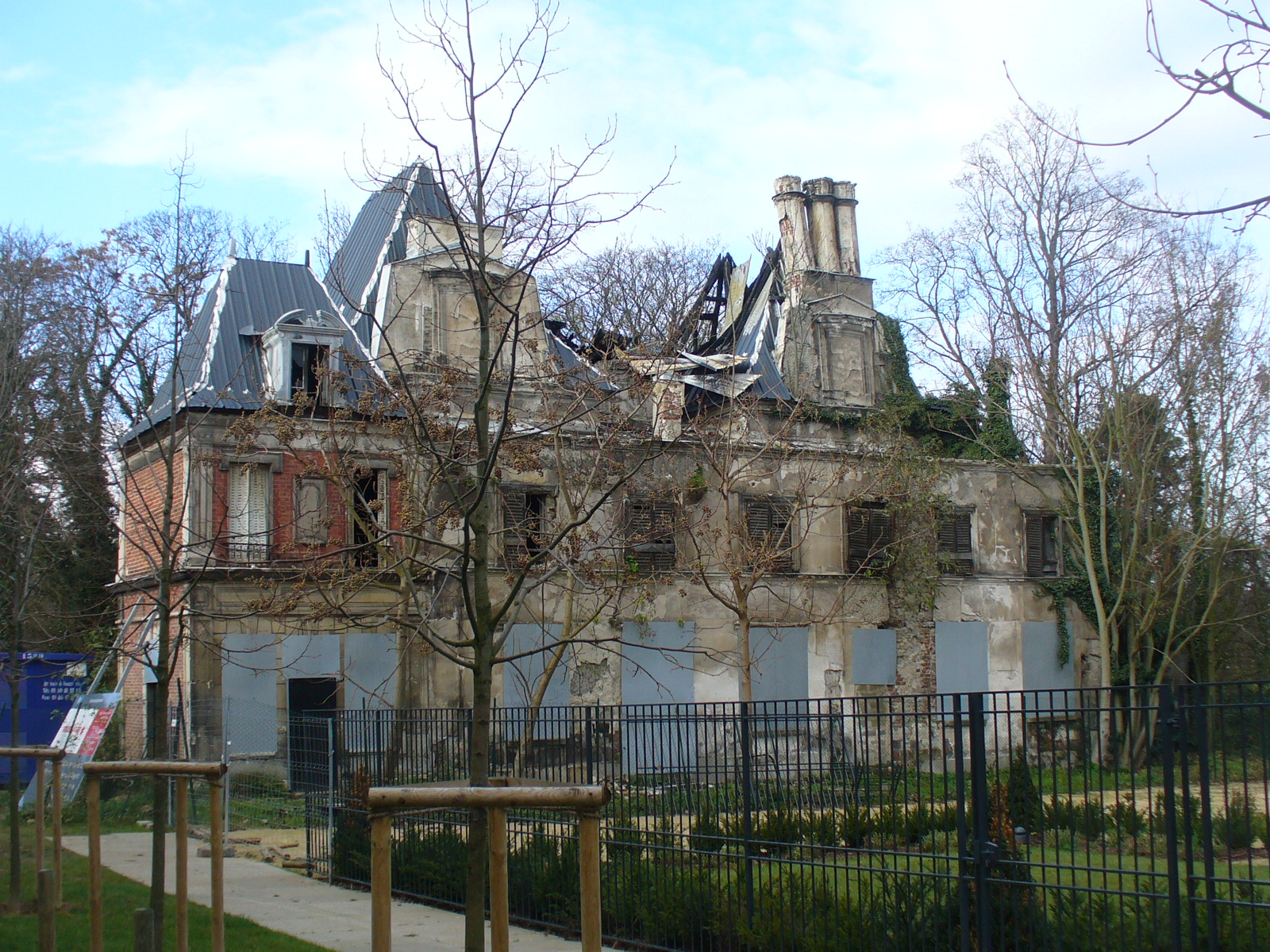
Le château de Romainville.
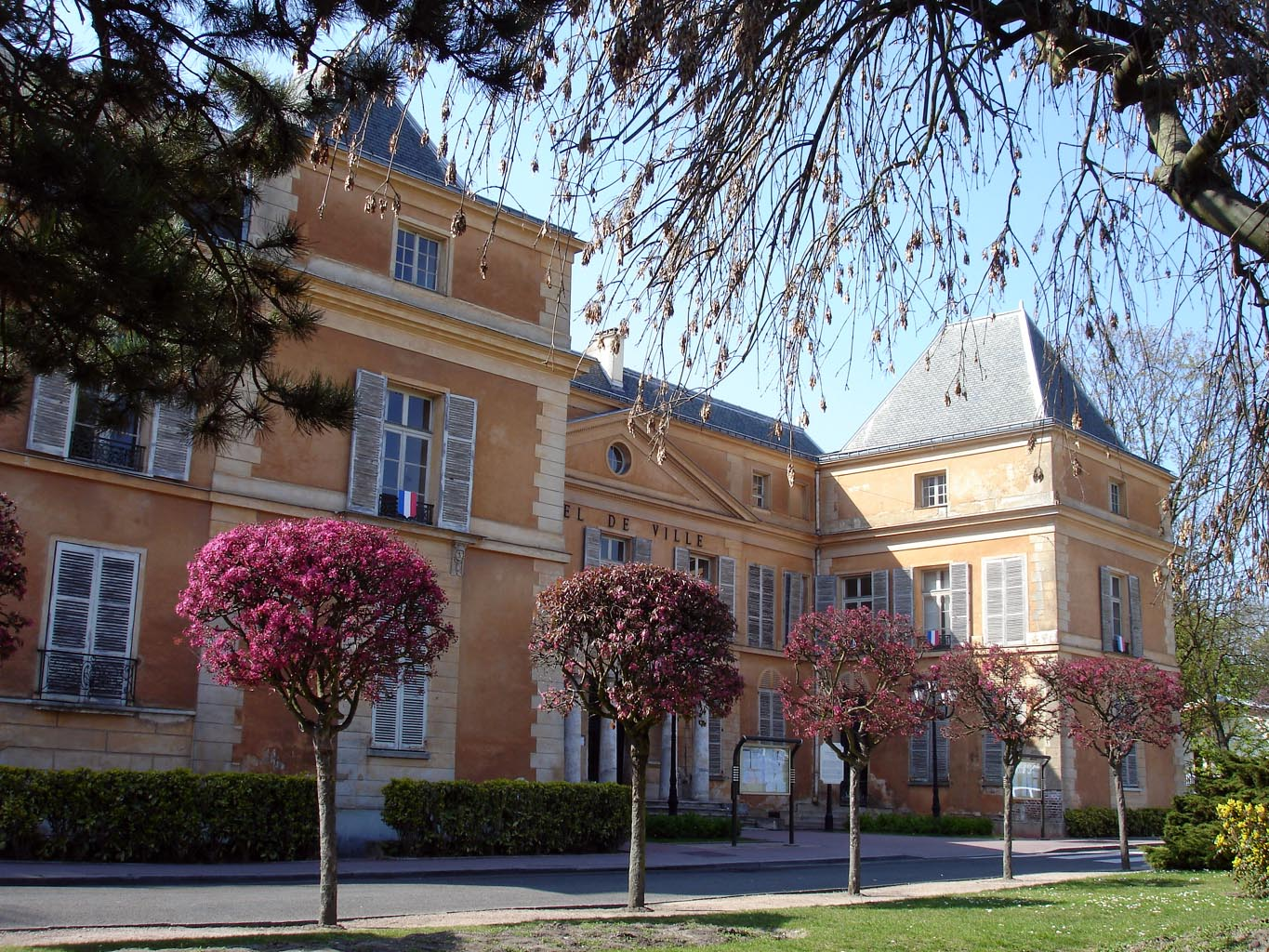
L'ancien château de Clichy-sous-Bois, aujourd'hui hôtel de ville.

### Architecture
- Villas anciennes du début du XXe siècle de style « néo-« : néo-normand, néogothique, néo-Renaissance, néo-Louis XIII, néo-mauresque. Elles inaugurent l'Art nouveau.

- Les meulières sont des constructions typiques de la banlieue de Paris et de la fin du XIXe siècle ou du début du XXe siècle. Les plus belles, de style Art nouveau sont des villas construites pour les riches Parisiens qui souhaitaient se détendre dans la campagne autour de Paris. Certaines de ces maisons se distinguent par des décorations en fer forgé (verrières, portes, fenêtres...) en briques et en céramiques et constituent de véritables curiosités architecturales qui se découvrent au cours de promenades notamment dans les rues des anciennes communes de Seine-Saint-Denis.

- Les premiers gratte-ciel de la banlieue parisienne.

- Les cités-jardins, qui sont elles aussi des constructions typiques de la banlieue parisienne réalisées dans les années 1920, à Drancy, Stains, Pantin, Le Pré-Saint-Gervais.

- L'architecture industrielle, dont il reste de nombreux vestiges, souvent transformés après que l'activité industrielle fut partie, comme les anciens Grands Moulins de Pantin, restructurés par le cabinet d'architectes Reichen et Robert pour accueillir BNP-Paribas Securities Services, les anciennes usines Ideal Standard à Aulnay-sous-Bois, qui accueillent la zone d'activités Chanteloup, ou les anciens ateliers Bouilhet-Christofle à Saint-Denis, qui ont accueilli un musée de l'orfèvrerie jusqu'en 2008.

- L'architecture contemporaine, avec certains quartiers de la ville nouvelle de Marne-la-Vallée à Noisy-le-Grand (« Les espaces d'Abraxas »  construit de 1978 à 1983 par Ricardo Bofill, « Les Arènes de Picasso » construit en 1985 par Manolo Nuñez-Yanowsky), l'ancien siège du quotidien l'Humanité, construit par l'architecte Oscar Niemeyer de 1987 à 1989, acquis par l'État en janvier 2010 pour en faire, entre autres destinations, la sous-préfecture de l'arrondissement de Saint-Denis[10], ou la Bourse du Travail de Saint-Denis, également conçue et réalisée par Oscar Niemeyer.

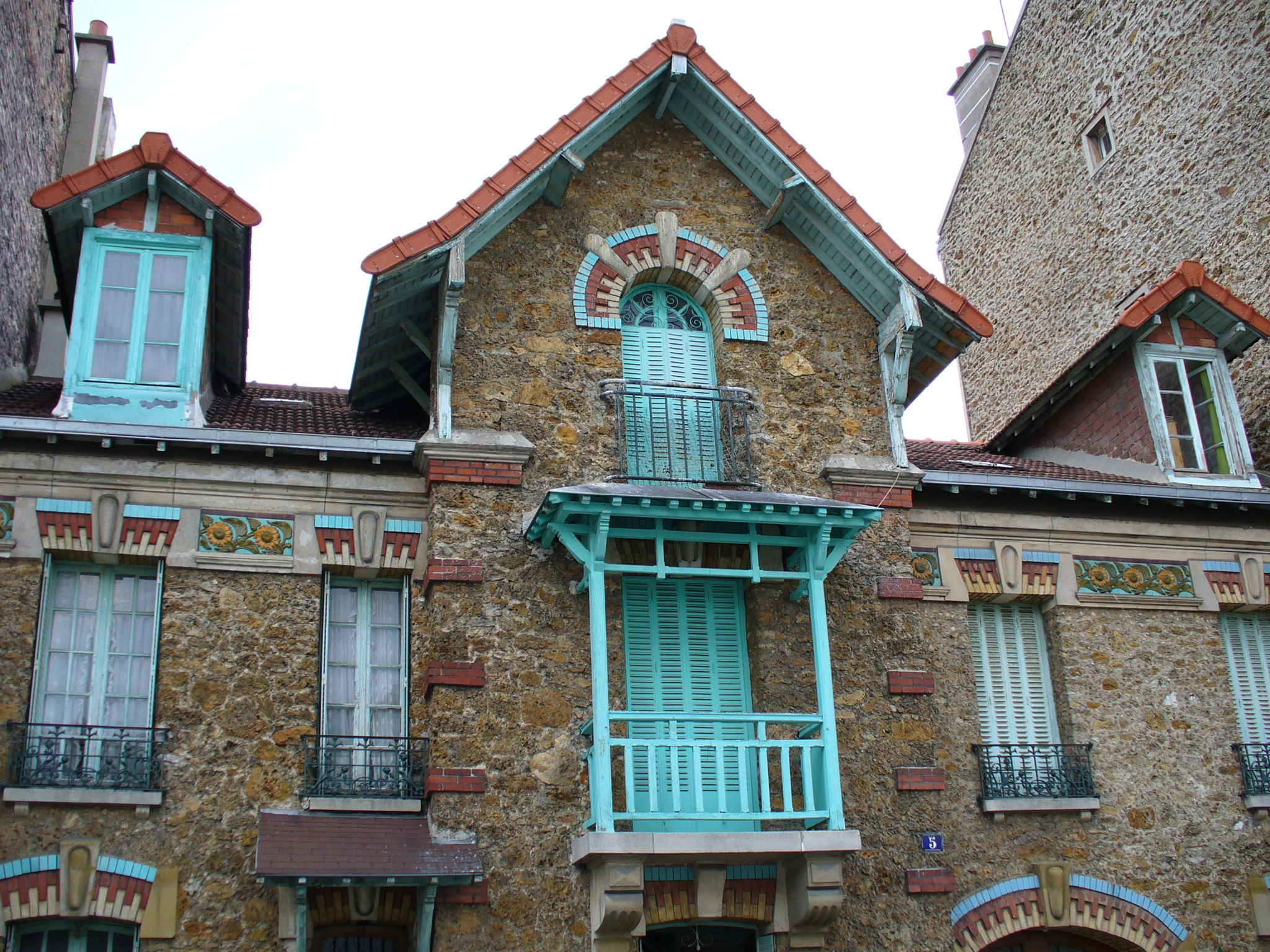
De nombreux bâtiments construits en pierre de meulière, ici à Pantin.
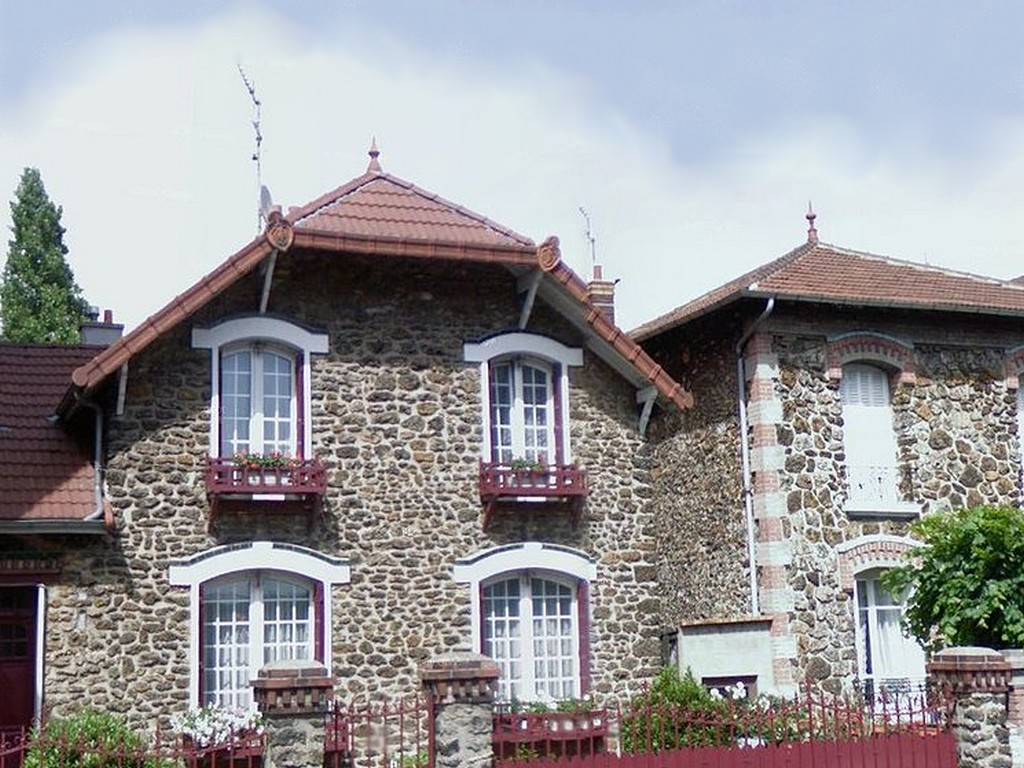
Maison en meulière sur l'avenue Marceau à Drancy.
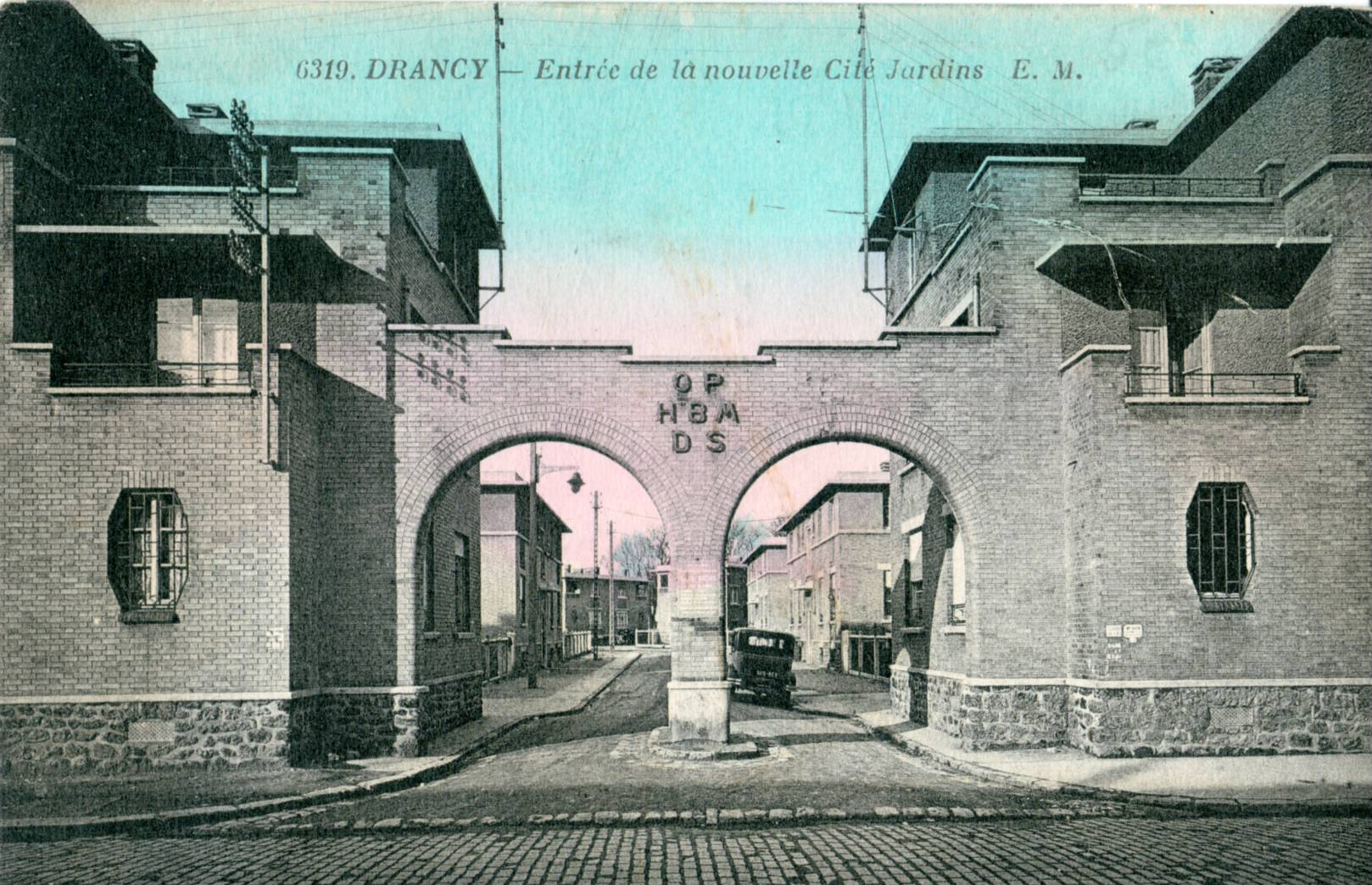
Entrée de la cité-jardin à Drancy.
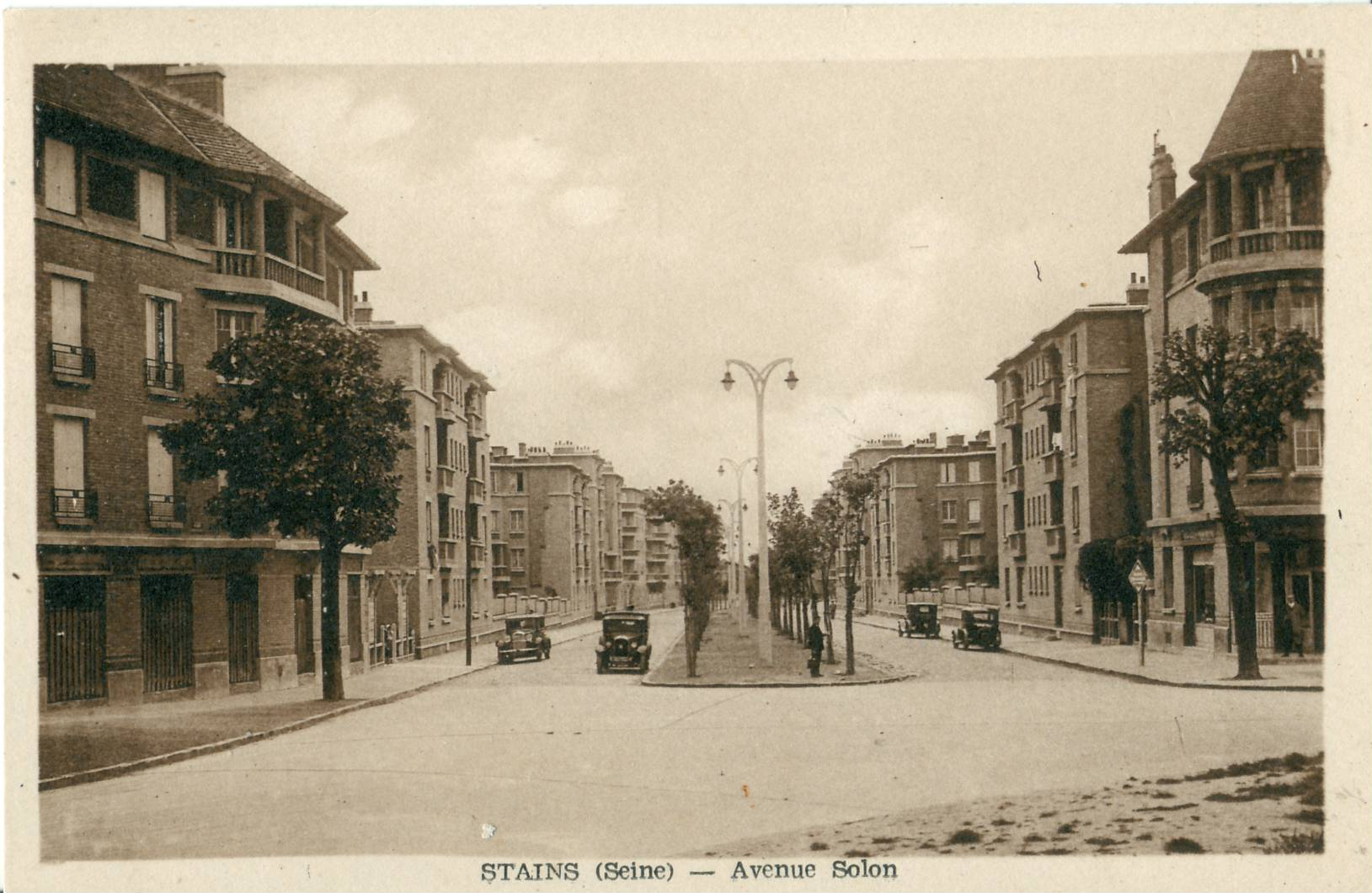
La cité-jardin de Stains.

### Mémoire de la Seconde Guerre mondiale

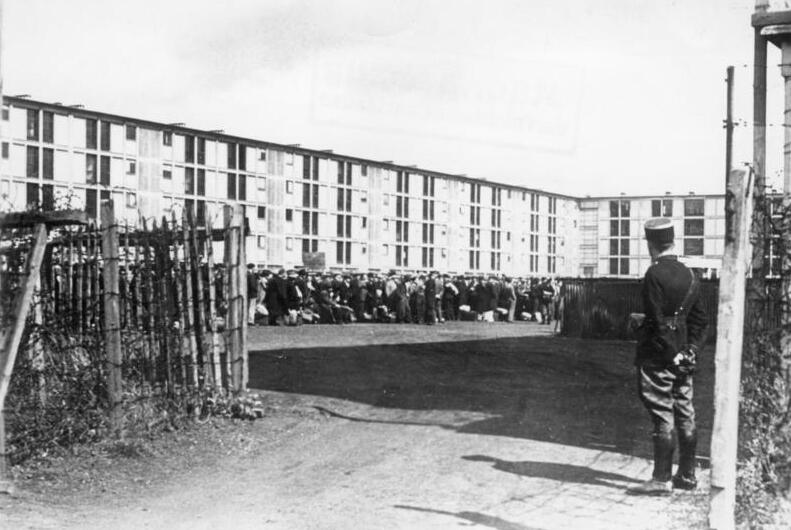
Camp de Drancy.

- Camp d'internement de Drancy
- Gare de Bobigny
- Quai aux bestiaux de Pantin